# Tore Ellingsen
Tore Ellingsen, född  3 juni 1962, är en norsk nationalekonom, verksam i Sverige.
Ellingsen utbildade sig till civilekonom vid Norges handelshögskola i Bergen, där han tog examen 1985, och tog därefter en doktorsexamen vid London School of Economics 1991. Sedan 1991 är han verksam vid Handelshögskolan i Stockholm, från 1996 som docent. 2000-2004 innehade han Ragnar Söderbergs professur i ekonomi och sedan 2008 innehar han Ragnar Söderbergs professur i nationalekonomi, båda vid Handelshögskolan i Stockholm. 
Ellingsen är sedan 2004 utländsk ledamot av Kungliga Vetenskapsakademien. Han var 2005-2007 adjungerad ledamot av Kommittén för Sveriges Riksbanks pris i ekonomisk vetenskap till Alfred Nobels minne och är sedan 2007 ordinarie ledamot av kommittén. Ellingsen tilldelades våren 2008 Assar Lindbeck-medaljen.